# Roeselia fumosa
Roeselia fumosa är en fjärilsart som beskrevs av Butler 1879. Roeselia fumosa ingår i släktet Roeselia och familjen trågspinnare. Inga underarter finns listade.